# Liste des chapitres de Détective Conan (2e partie)

Cet article est un complément de l’article sur le manga Détective Conan. Il contient la liste des volumes du manga parus en presse du tome 41 au tome 80, avec les chapitres qu’ils contiennent.

## Volumes reliés

### Tomes 41 à 50
| no | Japonais        | Japonais      | Français          | Français          |
| no | Date de sortie  | ISBN          | Date de sortie    | ISBN              |
| --- | --------------- | ------------- | ----------------- | ----------------- |
| 41 | 9 avril 2003    | 4-09-126411-5 | 25 septembre 2004 | 978-2-87129-644-7 |
| Liste des chapitres : - Ch. 414 : Maman, rivale ?! (ママはライバル!?, "Mama wa Raibaru!?") - Ch. 415 : Des coups de feu douteux (疑惑の銃声, "Giwaku no Jūsei") - Ch. 416 : La baronne de la nuit entre en scène ! (闇の男爵夫人登場!, "Naito Baronisu Tōjō!") - Ch. 417 : L’obscurité, porte d’un piège mortel (暗闇は死の罠の扉, "Kurayami wa Desu Torappu no Tobira") - Ch. 418 : Un meurtre silencieux dans l’obscurité (暗闇の音無き殺人, "Kurayami no Otonaki Satsujin") - Ch. 419 : Le mystère de la lumière noire (黒い光の謎, "Kuroi Hikari no Nazo") - Ch. 420 : L’étau se resserre (迫る包囲網, "Semaru Hōimō") - Ch. 421 : Danger imminent (そこにある危機, "Soko ni Aru Kiki") - Ch. 422 : Une cible qui ne peut s’échapper (逃れられないターゲット, "Nogarerarenai Tāgetto") - Ch. 423 : Le mystère laissé par un certain visiteur (ある来訪者の残した謎..., "Aru Raihōsha no Nokoshita Nazo...") - Ch. 424 : Le mystère de la petite chambre secrète (小さな密室に残された秘密, "Chiisana Misshitsu ni Nokosareta Himitsu") |                 |               |                   |                   |
| 42 | 18 juillet 2003 | 4-09-126412-3 | 1er novembre 2004 | 978-2-87129-655-3 |
| Liste des chapitres : - Ch. 425 : La vérité cachée (隠されていた真実, "Kakusareteita Shinjitsu") - Ch. 426 : Goodbye Jodie (good-byeジョディ, "Gubbai Jodi") - Ch. 427 : L’hypothèse de Ran (蘭の推理, "Ran no Suiri") - Ch. 428 : L’incroyable dénouement (信じられない結末, "Shinjirarenai Ketsumatsu") - Ch. 429 : Nuit de pleine lune et le piège du festin noir (満月の夜と黒い宴の罠, "Mangetsu no Yoru to Kuroi Utage no Wana") - Ch. 430 : Le vaisseau ensanglanté (血塗られた幽霊船, "Chinurareta Yūreisen") - Ch. 431 : L’homme invisible apparaît ! (透明人間現る!, "Tōmei Ningen Arawaru!") - Ch. 432 : Shinichi Kudō entre en scène ? (工藤新一登場!?, "Kudō Shinichi Tojō!?") - Ch. 433 : La vérité démasquée (仮面の下の真実, "Kamen no Shita no Shinjitsu") - Ch. 434 : Rotten apple (Pomme pourrie) (ラットゥンアップル, "Rattun Appuru") - Ch. 435 : Une empreinte sous la pluie (雨中の刻印, "Uchū no Kokuin") |                 |               |                   |                   |
| 43 | 18 octobre 2003 | 4-09-126413-1 | 21 janvier 2005   | 978-2-87129-734-5 |
| Liste des chapitres : - Ch. 436 : À la recherche d’une marque sur les fesses ! (おしりの印を探せ!, "Oshiri no Māku o Sagase!") - Ch. 437 : La décision de Haibara (灰原哀の決意, "Haibara Ai no Ketsui") - Ch. 438 : Un téléphone portable oublié (忘れられた携帯電話, "Wasurerareta Keitai Denwa") - Ch. 439 : Drôle de mémoire (奇妙なメモリー, "Kimyō na Memorī") - Ch. 440 : Un autre détective (もうひとつの名探偵, "Mō Hitotsu no Meitantei") - Ch. 441 : Quelle hypothèse choisir !? (どっちの推理ショー!?, "Dotchi no Suiri Shō!?") - Ch. 442 : Le message des cubes (六面体のメッセージ, "Rokumentai no Messēji") - Ch. 443 : Les faces cachées de l’ultime message (ダイイングメッセージの裏を読め!, "Daiingu Messēji no Ura o Yome!") - Ch. 444 : Le message truqué (仕組まれたメッセージ, "Shikumareta Messēji") - Ch. 445 : Un démon à 1/53 000 (53,000分の1の悪魔, "Goman-hassen-bun no Ichi no Akuma") - Ch. 446 : Le défi du démon du Kōshien (甲子園の魔物の挑発, "Kōshien no Mamono no Chōhatsu")                        |                 |               |                   |                   |
| 44 | 17 janvier 2004 | 4-09-126414-X | 4 mars 2005       | 978-2-87129-720-8 |
| Liste des chapitres : - Ch. 447 : Décryptons l’énigme des 3 nombres ! (3つの数字の謎を解け!, "Mittsu no Sūji no Nazo o Toke!") - Ch. 448 : Aucun indice !? (ヒントが無い!?, "Hinto ga Nai!?") - Ch. 449 : Les jeux sont faits… ! (試合終了...!?, "Gēmu Setto!?") - Ch. 450 : Du paradis à l’enfer !? (天国から地獄, "Tengoku kara Jigoku") - Ch. 451 : Tout est en ordre !? (全然平気!?, "Zenzen Heiki!?") - Ch. 452 : Irréprochable ? (疑わないの?, "Utaganai no!?") - Ch. 453 : Un miracle (奇蹟, "Kiseki") - Ch. 454 : Stupéfaction (驚愕, "Kyōgaku") - Ch. 455 : Le grand frisson (戦慄, "Senritsu") - Ch. 456 : En fuite (脱出, "Dasshutsu") - Ch. 457 : Le conte d’écolier (学校奇譚, "Gakkō Kitan") |                 |               |                   |                   |
| 45 | 5 avril 2004    | 4-09-126415-8 | 20 mai 2005       | 978-2-87129-774-1 |
| Liste des chapitres : - Ch. 458 : Où sont passées les traces de pas !? (足跡はどこに!?, "Ashiato wa Doko ni!?") - Ch. 459 : La vérité laissée sur le bureau (残された机の真実, "Nokosareta Tsukue no Shinjitsu") - Ch. 460 : Une chambre secrète ouverte sur la mer (海の上の開かれた密室, "Umi no Ue no Hirakareta Misshitsu") - Ch. 461 : L’appât était empoisonné ? (釣りエサは毒!?, "Tsuri Esa wa Doku!?") - Ch. 462 : Une heureuse brûlure (嬉しい火傷, "Ureshii Yakedo") - Ch. 463 : Le grand retour de Hideyoshi (秀吉の大返し, "Hideyoshi no Ōgaeshi") - Ch. 464 : Discordance (違和感..., "Iwakan...") - Ch. 465 : Chemin de traverse aérien (大空の裏道, "Ōzora no Uramichi") - Ch. 466 : Plus secret qu’une étoile (星より密かに, "Hoshi yori Hisoka ni") - Ch. 467 : As-tu vu les étoiles ? (星を見たかい, "Hoshi o Mita kai") - Ch. 468 : Une prière aux étoiles (星に願いを, "Hoshi ni Negai o") |                 |               |                   |                   |
| 46 | 16 juillet 2004 | 4-09-126416-6 | 1er juillet 2005  | 978-2-87129-795-6 |
| Liste des chapitres : - Ch. 469 : Les étoiles savent tout (星は何でも知っている, "Hoshi wa Nandemo Shitteiru") - Ch. 470 : Prélude (前奏曲, "Pureryūdo") - Ch. 471 : Caprice (狂奏曲, "Kapuritcho") - Ch. 472 : Requiem (鎮魂曲, "Rekuiemu") - Ch. 473 : Impromptu (即興曲, "Anpuromputyu") - Ch. 474 : Fantaisie (幻想曲, "Fantajia") - Ch. 475 : Un cachet (封印, "Fūin") - Ch. 476 : Poupées articulées (絡繰, "Karakuri") - Ch. 477 : Les insignes divins (神器, "Jingi") - Ch. 478 : Immortalité (不滅, "Fumetsu") - Ch. 479 : Un e-mail suspect (疑惑のメール, "Giwaku no Mēru") |                 |               |                   |                   |
| 47 | 18 octobre 2004 | 4-09-126417-4 | 16 septembre 2005 | 978-2-87129-814-4 |
| Liste des chapitres : - Ch. 480 : L’ombre d’un doute (疑惑の推理, "Giwaku no Suiri") - Ch. 481 : Un alibi bancal (疑惑のアリバイ, "Giwaku no Aribai") - Ch. 482 : Les faits ne collent pas (疑惑の真相, "Giwaku no Shinsō") - Ch. 483 : Déverrouillage… (ロックをはずして..., "Rokku o Hazushite...") - Ch. 484 : De lui à elle (彼氏から彼女へ, "Kareshi kara Kanojo e") - Ch. 485 : Du suicide au meurtre (自殺から他殺へ, "Jisatsu kara Tasatsu e") - Ch. 486 : Du ciel à la terre (天空から地上へ, "Tenkū kara Chijō e") - Ch. 487 : La magie de l’apparition (出現マジック, "Shūgen Magikku") - Ch. 488 : Le dossier interdit (禁じられたファイル, "Kinjirareta Fairu") - Ch. 489 : La demeure du magicien (奇術師の館, "Majishan no Yakata") - Ch. 490 : La disqualification du magicien (奇術師失格, "Majishan Shikkaku") |                 |               |                   |                   |
| 48 | 14 janvier 2005 | 4-09-126418-2 | 18 novembre 2005  | 978-2-87129-832-8 |
| Liste des chapitres : - Ch. 491 : Un code pour les vacances (夏休みの暗号, "Natsuyasumi no Angō") - Ch. 492 : Allongez-vous et débarbouillez-vous ! (寝転んで顔を洗え!, "Nekoronde Kao o Arae!") - Ch. 493 : Le déchiffrage parfait (パーフェクト解読!!, "Pāfekuto Kaidoku!!") - Ch. 494 : Un esprit maléfique caché dans la maison (悪霊の棲む屋敷, "Akuryō no Sumu Yashiki") - Ch. 495 : Un cauchemar de treize ans (13年前の悪夢, "Jū-san-nen Mae no Akumu") - Ch. 496 : L’esprit maléfique revient à la vie (蘇る悪霊, "Yomigaeru Akuryō") - Ch. 497 : Un élément est passé inaperçu (見過していたもの, "Misugoshiteitamono") - Ch. 498 : Le choc de la treizième année (13年目の衝撃, "Jū-san-nen-me no Shōgeki") - Ch. 499 : Canular à la porte d’entrée (ピンポンダッシュ, "Pin Pon Dasshu") - Ch. 500 : Un nouvel homme en noir (新たなる黒の者, "Aratanaru Kuro no Mono") |                 |               |                   |                   |
| 49 | 6 avril 2005    | 4-09-126419-0 | 13 janvier 2006   | 978-2-87129-888-5 |
| Liste des chapitres : - Ch. 501 : À la poursuite de l’homme à abattre ! (ターゲットを追え!, "Tāgetto o Oe!") - Ch. 502 : De nouvelles instructions (新たなる指令, "Aratanaru Shirei") - Ch. 503–504 : Les hommes en noir contre le FBI (1–2) (黒の組織VS.FBI①〜②, "Kuro no Soshiki Bāsasu Efu Bī Ai Ichi – Ni") - Ch. 505 : Un nouveau professeur (新しい先生, "Atarashii sensei") - Ch. 506–507 : Le secret du chemin de l’école (1–2) (秘密の通学路①〜②, "Himitsu no Tsūgakuro Ichi – Ni") - Ch. 508 : Deux êtres « sans retour » (戻れない二人, "Modorenai Futari") - Ch. 509 : La voiture scellée (密閉された車, "Mippeisarete Kuruma") - Ch. 510 : Un amour illusoire (偽りの愛情, "Itsuwari no Aijō") |                 |               |                   |                   |
| 50 | 15 juillet 2005 | 4-09-126420-4 | 3 mars 2006       | 978-2-87129-909-7 |
| Liste des chapitres : - Ch. 511 : Une fête sous tension (緊迫のコンパ, "Kinpaku no Kompa") - Ch. 512 : Visite à une famille très secrète (秘密の家庭訪問, "Himitsu no Kateihōmon") - Ch. 513 : Le match lamentable (つまんない試合, "Tsuman'nai Shiai") - Ch. 514 : Le gros lot ! (大当たり!, "Ōatari!") - Ch. 515 : Des questions gênantes (ワクワク取材, "Waku-waku Shuzai") - Ch. 516 : Le message du vrai meurtrier (真犯人の伝言, "Shin Han'nin no Dengon") - Ch. 517 : “The” club des jeunes détectives (ザ・少年探偵団, "Za Shōnen Tantei-dan") - Ch. 518 : Souvenir de Heiji (平次の思い出, "Heiji no Omoide") - Ch. 519 : La stratégie de la femme des neiges (雪女の計, "Yuki Onna no Kei") - Ch. 520 : L'énigme du télésiège (謎のリフト, "Nazo no Rifuto") - Ch. 521 : La légende de l’habit de lumière de la femme des neiges (雪女の銀衣伝説, "Yuki Onna no Gingoromo Densetsu") |                 |               |                   |                   |

### Tomes 51 à 60
| no | Japonais          | Japonais          | Français        | Français          |
| no | Date de sortie    | ISBN              | Date de sortie  | ISBN              |
| --- | ----------------- | ----------------- | --------------- | ----------------- |
| 51 | 18 octobre 2005   | 4-09-127361-0     | 7 juillet 2006  | 978-2-87129-929-5 |
| Liste des chapitres : - Ch. 522 : Vengeance au cœur de la tempête (吹雪の中の復讐, "Fujiki no Naka no Fukushū") - Ch. 523 : Une affaire de poisson (おさかな事件, "Osakana Jiken") - Ch. 524 : 3 poissons (3匹の魚, "Sanbiki no Sakana") - Ch. 525 : Long soupir et ramassage de coquillages (ため息潮干狩り, "Tameiki Shiohigari") - Ch. 526 : L’astuce de la bouteille en plastique (ペットボトルの怪, "Petto Botoru no Kai") - Ch. 527 : Le stratagème d’infiltration du poison (混入トリック, "Kon'nyū Torikku") - Ch. 528 : Russian Blue (ロシアンブルー, "Roshian Burū") - Ch. 529 : À Goro pour Goro… (ゴロはゴロでも!?, "Goro wa Goro demo!?") - Ch. 530 : La fenêtre fermée (開かずの窓, "Akazu no Mado") - Ch. 531 : Une chambre close très élaborée (作られた密室, "Tsukurareta Misshitsu") - Ch. 532 : Le chemin secret de l’esprit maléfique (魔物の抜け穴, "Mamono no Nukeana") |                   |                   |                 |                   |
| 52 | 14 janvier 2006   | 4-09-120026-5     | 6 octobre 2006  | 978-2-87129-991-2 |
| Liste des chapitres : - Ch. 533 : Un comportement suspect (挙動不審!?, "Kyodō Fushin!?") - Ch. 534 : Avant-première fatale (因縁の試写会, "In'nen no Shishakai") - Ch. 535 : Panique à la salle de cérémonie (式場パニック, "Shikijō Panikku") - Ch. 536 : Celui qui n’était pas invité (招かれざる客, "Manekarezaru Kyaku") - Ch. 537 : Wedding Battle (ウエディング・バトル, "Uedingu Batoru") - Ch. 538 : Une pièce sans queue ni tête (常識はずれの部屋, "Jōshiki Hazure no Heya") - Ch. 539 : Le mystère des objets inversés (逆さまミステリー, "Sakasama Misuterī") - Ch. 540 : La chose à cacher (隠したかったもの, "Kakushitakattamono") - Ch. 541 : Le mouchoir rouge de Sonoko (園子の赤いハンカチ, "Sonoko no Akai Hankachi") - Ch. 542 : Le nom en katakana (カタカナの名前, "Katakana no Namae") - Ch. 543 : Superman (スーパーマン, "Sūpāman")                                  |                   |                   |                 |                   |
| 53 | 17 février 2006   | 4-09-120110-5     | 8 décembre 2006 | 978-2-5050-0022-8 |
| Liste des chapitres : - Ch. 544 : Chatoiement (紅蓮, "Guren") - Ch. 545 : Doré (金色, "Konjiki") - Ch. 546 : Vent vert (青嵐, "Seiran") - Ch. 547 : Blancheur (純白, "Junpaku") - Ch. 548 : Le suspect aux 200 visages (怪人二百面相, "Kaijin Ni-hyaku Mensō") - Ch. 549 : La grande stratégie de la classe B, 1ère année (1年B組大作戦, "Ichinen Bī-gumi Dai Sakusen") - Ch. 550 : Témoin unique (目撃者は一人, "Mokugekisha wa Hitori") - Ch. 551 : Le clou et le serpent (釘とへび, "Kugi to Hebi") - Ch. 552 : La vérité du marteau (トンカチの正体, "Tonkachi no Shōtai") - Ch. 553 : Drôle de boulot (不可思議なバイト, "Fukashigi na Baito") |                   |                   |                 |                   |
| 54 | 16 juin 2006      | 4-09-120377-9     | 16 mars 2007    | 978-2-5050-0077-8 |
| Liste des chapitres : - Ch. 554 : Le menu du dîner (夕食の献立, "Yūshoku no Kondate") - Ch. 555 : Rêverie d’étoiles (夢見るスター, "Yume Miru Sutā") - Ch. 556 : Le bonhomme de neige du club des détectives (探偵団の雪ダルマ, "Tantei-dan no Yuki Daruma") - Ch. 557 : La trace de la chute (転落の軌跡, "Tenraku no Kiseki") - Ch. 558 : Triste fin dans la montagne de neige (破局の雪山, "Hakyoku no Yukiyama") - Ch. 559 : La pièce qui avale les gens (人を飲む部屋, "Hito o Nomu Heya") - Ch. 560 : Les cadavres illusoires (幻の死体, "Maboroshi no Shitai") - Ch. 561 : L’astuce des traces de sang (血痕のカラクリ, "Kekkon no Karakuri") - Ch. 562 : Le détective lycéen de l’est (東の高校生探偵, "Higashi no Kōkōsei Tantei") - Ch. 563 : Le détective Kōshien (探偵甲子園, "Tantei Kōshien") - Ch. 564 : La preuve du huis clos (密室証明, "Misshitsu Shōmei")                 |                   |                   |                 |                   |
| 55 | 15 septembre 2006 | 4-09-120628-X     | 15 juin 2007    | 978-2-5050-0122-5 |
| Liste des chapitres : - Ch. 565 : Mémorables hypothèses de détectives (探偵たちの名推理, "Tantei-tachi no Mei Suiri") - Ch. 566 : Un détective au sang chaud (熱血探偵, "Nekketsu Tantei")) - Ch. 567 : Le shoot de Genta (元太のシュート, "Genta no Shūto") - Ch. 568 : Genta et le « L » (元太とエル, "Genta to Eru") - Ch. 569 : Le petit farceur (イタズラ坊主, "Itazura Bōzu") - Ch. 570 : Au clair de lune (月下, "Gekka") - Ch. 571 : L’aube (黎明, "Reimei") - Ch. 572 : Dans la lumière du jour (白昼, "Hakuchū") - Ch. 573 : Coucher de soleil (落日, "Rakujitsu") - Ch. 574–575 : Eri Kisaki a un secret (1–2) (秘密の妃英理①〜②, "Himitsu no Kisaki Eri Ichi – Ni") |                   |                   |                 |                   |
| 56 | 13 janvier 2007   | 978-4-09-120706-7 | 21 mars 2008    | 978-2-5050-0341-0 |
| Liste des chapitres : - Ch. 576–578 : Une bague de fiançailles !? (1–3) (婚約指輪!?①〜③, "Engēji Ringu Ichi – San") - Ch. 579–581 : La légende de la vieille sorcière (1–3) (鬼婆伝説殺人事件①〜③, "Onibaba Densetsu Satsujin Jiken Ichi – San") - Ch. 582 : Une piste venue de l’Ouest (西からの手がかり, "Nishi kara no Tegakari") - Ch. 583 : L’indice de la photo (写真の行方, "Shashin no Yukue") - Ch. 584 : Compagnie (カンパニー, "Kanpanī") - Ch. 585 : Erreur au téléphone (間違い電話!?, "Machigai Denwa!?") - Ch. 586 : Une vérité contée par le sang (血が語る真実, "Chi ga Kataru Shinjitsu") |                   |                   |                 |                   |
| 57 | 5 avril 2007      | 978-40-91-21110-1 | 22 août 2008    | 978-2-5050-0309-0 |
| Liste des chapitres : - Ch. 587 : Le souvenir de sa mère (母の遺品, "Haha no Ihin") - Ch. 588 : Le gant qui attire la mort (死を呼ぶ片手袋, "Shi o Yobu Katatebukuro") - Ch. 589 : Le Meurtrier descendu de l'au-delà (黄泉からの殺人者, "Yami kara no Satsujinsha") - Ch. 590 : Le gant de la tristesse (哀しみの手袋, "Kanashimi no Tebukuro") - Ch. 591 : Quand le diable approche… (悪魔が来たりて..., "Akuma ga Kitarite...") - Ch. 592 : Une machination diabolique (悪魔のカラクリ, "Akuma no Karakuri") - Ch. 593 : Les larmes du démon (悪魔の涙, "Akuma no Namida") - Ch. 594 : Le fugitif (逃亡者, "Tōbōsha") - Ch. 595 : La chanson du corbeau (鴉の唄, "Karasu no Uta") - Ch. 596 : La seconde piste (2本目の糸, "Nihonme no Ito") - Ch. 597 : Le malade imaginaire (偽りの患者, "Itsuwari no Kanja")                                                                            |                   |                   |                 |                   |
| 58 | 18 juillet 2007   | 978-4-09-121155-2 | 7 novembre 2008 | 978-2-5050-0440-0 |
| Liste des chapitres : - Ch. 598 : Poursuite et… (追跡、そして..., "Tsuiseki, Soshite...") - Ch. 599 : Le passé d’Akai (赤井の過去, "Akai no Kako") - Ch. 600 : Tout ou rien (イチかバチか..., "Ichikabachika...") - Ch. 601 : Camouflage (擬装, "Gisō") - Ch. 602 : Le dernier recours (最終手段, "Saishū Shudan") - Ch. 603 : La mission (任務, "Misshon") - Ch. 604 : Frère et sœur (姉弟, "Kyōdai") - Ch. 605 : Un suspect inattendu (意外な容疑者, "Igai no Yōgisha") - Ch. 606 : Vendredi 13 (13日の金曜日, "Jū-san Nichi no Kin'yōbi") - Ch. 607 : Le passé de Camel (キャメルの過去, "Kyameru no Kako") - Ch. 608 : La formule magique (魔法の呪文, "Mahō no Jumon") |                   |                   |                 |                   |
| 59 | 18 octobre 2007   | 978-4-09-121199-6 | 6 juin 2009     | 978-2-5050-0535-3 |
| Liste des chapitres : - Ch. 609 : Un implant d’acier (鋼の楔, "Hagane no Kusabi") - Ch. 610 : Un bruit (音, "Oto") - Ch. 611 : Le cadavre volant (空飛ぶ死体, "Soratobu Shitai") - Ch. 612 : Mécanique et alibi (力学とアリバイ, "Rikigaku to Aribai") - Ch. 613 : Le mille-pattes (百足, "Mukade") - Ch. 614 : Le guerrier en armure (鎧武者, "Yoroi Musha") - Ch. 615 : « L’Art de la guerre » (兵法, "Heihō") - Ch. 616 : Fūrinkazan (風林火山) - Ch. 617 : Le combat (戦, "Ikusa") - Ch. 618 : L’ombre et le tonnerre (陰と雷, "Kage to Kaminari") - Ch. 619 : Méfiance envers Eisuke (疑惑の瑛祐, "Giwaku no Eisuke") |                   |                   |                 |                   |
| 60 | 12 janvier 2008   | 978-4-09-121266-5 | 6 novembre 2009 | 978-2-5050-0579-7 |
| Liste des chapitres : - Ch. 620 : L’arme volatilisée (消えた鈍器, "Kieta Donki") - Ch. 621 : La confession d’Eisuke (瑛祐の告白, "Eisuke no Kokuhaku") - Ch. 622 : Rouge, blanc, jaune (赤白黄色, "Aka Shiro Kiiro") - Ch. 623 : Kuroshiro (クロシロ君, "Kuroshiro-kun") - Ch. 624 : Le nouveau voisin (新たな隣人, "Arata na Rinjin") - Ch. 625 : L’homme au marteau (ハンマー男, "Hanmā Otoko") - Ch. 626 : Une livraison nocive (届けられた悪意, "Todokerareta Akui") - Ch. 627 : L’homme au marteau démasqué (ハンマー男の正体, "Hanmā Otoko no Shōtai") - Ch. 628 : Un café mortel (殺意のコーヒー, "Satsui no Kōhī") - Ch. 629 : Un crime parfait (不可能犯罪, "Fukanō Hanzai") - Ch. 630 : Une vérité amère (苦い真実, "Nigai Shinjitsu") |                   |                   |                 |                   |

### Tomes 61 à 70
| no | Japonais         | Japonais          | Français          | Français          |
| no | Date de sortie   | ISBN              | Date de sortie    | ISBN              |
| --- | ---------------- | ----------------- | ----------------- | ----------------- |
| 61 | 3 avril 2008     | 978-4-09-121340-2 | 19 mars 2010      | 978-2-5050-0835-4 |
| Liste des chapitres : - Ch. 631 : Les pierres violettes (紫紅の爪, "Pāpuru Neiru") - Ch. 632 : Téléportation (瞬間移動, "Shunkan Idō") - Ch. 633 : Les trois interdits (3つのタブー, "Mittsu no Tabū") - Ch. 634 : Zéro - Ch. 635 : Combustion (燃える, "Moeru") - Ch. 636 : Départ de feu (火種, "Hidane") - Ch. 637 : Crépitements (バチバチ, "Bachibachi") - Ch. 638 : Avions de papier (紙飛行機, "Kami Hikōki") - Ch. 639 : Les messages (メッセージ, "Messēji") - Ch. 640 : Le sauvetage (レスキュー, "Resukyū") - Ch. 641 : Suppression (隠滅, "Inmetsu") |                  |                   |                   |                   |
| 62 | 11 août 2008     | 978-4-09-121464-5 | 2 juillet 2010    | 978-2-5050-0836-1 |
| Liste des chapitres : - Ch. 642 : Une amitié trompeuse (偽りの友情, "Itsuwari no Yūjō") - Ch. 643 : Les ailes d'Icare (イカロスの翼, "Ikarosu no Tsubasa") - Ch. 644 : Contre-attaque (返し技, "Kaeshi Waza") - Ch. 645 : Un curieux hasard (ケガの功名, "Kega no Kōmyō") - Ch. 646 : Le village de la haine (憎悪の村, "Zōo no Mura") - Ch. 647 : La mémoire perdue (失われた記憶, "Ushinawareta Kioku") - Ch. 648 : Le meurtre de Shinichi Kudô (工藤新一の殺人, "Kudō Shinichi no Satsujin") - Ch. 649 : Shiragami (死羅神様, "Shiragami-sama") - Ch. 650 : Les larmes intarissables (止まらぬ涙, "Tomaranu Namida") - Ch. 651 : Vraie nature (正体, "Shōtai") - Ch. 652 : La vraie question (ホントに聞きたいコト, "Honto ni Kikitai Koto") |                  |                   |                   |                   |
| 63 | 7 novembre 2008  | 978-4-09-121513-0 | 3 décembre 2010   | 978-2-5050-1001-2 |
| Liste des chapitres : - Ch. 653 : Ma déduction (オレの推理, "Ore no Suiri") - Ch. 654 : Le résultat de la déduction (推理の答え, "Suiri no Kotae") - Ch. 655 : L'affaire du tapis roulant (回る凶器, "Mawaru Kyōki") - Ch. 656 : Tir au visé (狙い撃ち, "Nerai Uchi") - Ch. 657 : Là où se trouve le poison (毒物のありか, "Dokubutsu no Arika") - Ch. 658 : Sanglier, cerf et papillon (猪・鹿・蝶, "Ino Shika Chō") - Ch. 659 : 801, shakuhachi et ippin (八百一と尺八と一品, "Happyaku-ichi to Shakuhachi to Ippin") - Ch. 660 : Le but du concours (選手権の目的, "Senshuken no Mokuteki") - Ch. 661 : La sorcière argentée (銀白の魔女, "Ginpaku no Majo") - Ch. 662 : La FD blanche (白のFD, "Shiro no Efu Dī") - Ch. 663 : L'identité de la sorcière (魔女の正体, "Majo no Shōtai") |                  |                   |                   |                   |
| 64 | 2 avril 2009     | 978-4-09-121892-6 | 1er avril 2011    | 978-2-5050-1074-6 |
| Liste des chapitres : - Ch. 664 : Le rocher solitaire (一角岩, "Ikkaku Iwa") - Ch. 665 : Maquereau, carpe, daurade, turbot (サバ・コイ・タイ・ヒラメ, "Saba Koi Tai Hirame") - Ch. 666 : Animosité (殺気, "Sakki") - Ch. 667 : La cicatrice (傷, "Kizu") - Ch. 668 : Le garçon de mon enfance (思い出の少年, "Omoide no Shōnen") - Ch. 669 : Gari (ガリ君, "Gari-kun") - Ch. 670 : L'homme qui sifflait (口笛の男, "Kuchibue no Otoko") - Ch. 671 : Le lien (つながり, "Tsunagari") - Ch. 672 : ESWN - Ch. 673 : Ce sont des choses qui arrivent (よくあるパターン, "Yoku Aru Patān") - Ch. 674 : Le blaireau de fer (鉄狸, "Tetsu Tanuki") |                  |                   |                   |                   |
| 65 | 18 août 2009     | 978-4-09-121717-2 | 26 août 2011      | 978-2-5050-1208-5 |
| Liste des chapitres : - Ch. 675 : La cache (潜伏, "Senpuku") - Ch. 676 : Ouverture (解錠, "Kaijō") - Ch. 677 : Un homme providentiel (運命の人, "Unmei no Hito") - Ch. 678 : Le piège (罠, "Wana") - Ch. 679 : Un coeur troublé (揺れる心, "Yureru Kokoro") - Ch. 680 : Un couple dangereux (危険な2人連れ, "Kiken na Futarizure") - Ch. 681 : Demi-morts (半殺し, "Hangoroshi") - Ch. 682 : Le mur rouge (赤い壁, "Akai Kabe") - Ch. 683 : Dans le creux de la main (掌中, "Shōchū") - Ch. 684 : Komei mort (死せる孔明, "Shiseru Kōmei") - Ch. 685 : Et fuit le Chutatsu vivant (生ける仲達を走らす, "Ikeru Chūdatsu o Hashirasu") |                  |                   |                   |                   |
| 66 | 18 novembre 2009 | 978-4-09-122048-6 | 2 décembre 2011   | 978-2-5050-1274-0 |
| Liste des chapitres : - Ch. 686 : Une superbe proie (絶妙好餌, "Zetsumyō Kōji") - Ch. 687 : Souvenir (思い出, "Omoide") - Ch. 688 : Fleur de cerisier (サクラチル, "Sakura Chiru") - Ch. 689 : Un destin en fleurs (サクラサク, "Sakura Saku") - Ch. 690 : La remise maléfique (もののけ倉, "Mononoke Kura") - Ch. 691 : Conan contre les jeunes détectives (コナンvs探偵団, "Konan Bāsasu Tantei-dan") - Ch. 692 : Le secret de la remise (倉の秘密, "Kura no Himitsu") - Ch. 693 : Une amulette embarrassante (お守り奪還作戦, "Omamori Dakkan Sakusen") - Ch. 694 : Le meilleur des matchs (最高の試合, "Saikō no Shiai") - Ch. 695 : Le mépris (意地悪, "Ijiwaru") - Ch. 696 : Goth Loli (ゴスロリ, "Gosu Rori") |                  |                   |                   |                   |
| 67 | 18 février 2010  | 978-4-09-122146-9 | 2 mars 2012       | 978-2-5050-1427-0 |
| Liste des chapitres : - Ch. 697 : Victime de la mode (呪いのファッション!?, "Noroi no Fasshon!?") - Ch. 698 : Une chose fragile et incertaine (不確かでもろい物, "Futashika de Moroimono") - Ch. 699 : Demain est un autre jour (明日があるさ, "Ashita ga Aru sa") - Ch. 700 : Zone dangereuse (危険なエリア, "Kiken na Eria") - Ch. 701 : Rouge et 13 : des indices ? (赤と13の暗示, "Aka to Jū-san no Anji") - Ch. 702 : Le motif du poseur de bombes (爆弾犯の狙い, "Bakudan-han no Nerai") - Ch. 703 : La vérité est dans la tempête de neige (吹雪の中の真実, "Fubuki no Naka no Shinjitsu") - Ch. 704 : Un combat silencieux (静かなる戦い, "Shizuka Naru Tatakai") - Ch. 705 : L'amour de mademoiselle Kobayashi (小林先生の恋, "Kobayashi-sensei no Koi") - Ch. 706 : La méprise (小林先生の誤解, "Kobayashi-sensei no Gokai") - Ch. 707 : Et la jeune fille à la fleur de cerisier est... ? (桜の少女は, ？ "Sakura no Shōjo wa?") |                  |                   |                   |                   |
| 68 | 18 mai 2010      | 978-4-09-122290-9 | 8 juin 2012       | 978-2-5050-1469-0 |
| Liste des chapitres : - Ch. 708 : Cerisiers en fleur (桜, 満開, "Sakura, Mankai") - Ch. 709 : La mésaventure d'Eri Kisaki (妃英里の災難, "Kisaki Eri no Sainan") - Ch. 710 : Abaisser puis soulever ? (落として上げる?, "Otoshite Ageru?") - Ch. 711 : Le meilleur des anniversaires (最高の誕生日, "Saikō no Tanjōbi") - Ch. 712 : Dragon azur (青龍, "Seiryū") - Ch. 713 : Oiseau vermillon (朱雀, "Suzaku") - Ch. 714 : Tigre blanc (白虎, "Byakko") - Ch. 715 : Tortue noire (玄武, "Genbu") - Ch. 716 : Tori no ichi (酉の市, "Tori no Ichi") - Ch. 717 : Singe et 9 (猿と9, "Saru to Kyū") - Ch. 718 : Soyez vous-même ! (天真爛漫, "Tenshinranman") |                  |                   |                   |                   |
| 69 | 18 août 2010     | 978-4-09-122500-9 | 21 septembre 2012 | 978-2-5050-1534-5 |
| Liste des chapitres : - Ch. 719 : Enquête au fond du marais (沼底からの依頼, "Numazoko kara no Irai") - Ch. 720 : La malédiction du kappa (河童の呪い, "Kappa no Noroi") - Ch. 721 : Le kappa se révèle (河童の正体, "Kappa no Shōtai") - Ch. 722 : Meurtre au onsen (湯けむりの殺人, "Yukemuri no Satsujin") - Ch. 723 : Une pièce close bâtie sur le lac (湖上の密室, "Kojō no Misshitsu") - Ch. 724 : Œil pour œil (目には目を, "Me ni wa Me o") - Ch. 725 : Le meurtrier du jour blanc (ホワイトデーの殺人, "Howaito Dē no Satsujin") - Ch. 726 : Un tour de passe-passe (ミラクルなトリック, "Mirakuru na Torikku") - Ch. 727 : Joyeux jour blanc ! (ハッピーホワイトデー, "Happii Howaito Dē") - Ch. 728 : "Air sur la corde de sol" (G線上のアリア, "Jī Senjō no Aria") - Ch. 729 : Génie (天才, "Tensai") |                  |                   |                   |                   |
| 70 | 18 novembre 2010 | 978-4-09-122658-7 | 7 décembre 2012   | 978-2-5050-1579-6 |
| Liste des chapitres : - Ch. 730 : Le mystère du journal intime (日記の秘密, "Nikki no Himitsu"") - Ch. 731 : Ryôma (龍馬, "Ryōma") - Ch. 732 : Apparition (突破, "Toppa") - Ch. 733 : Arrosage (洗濯, "Sentaku") - Ch. 734 : Le chien démon (魔犬, "Maken") - Ch. 735 : L'esprit vengeur (怨霊, "Onryō") - Ch. 736 : La résidence Inubushi (犬伏家, "Inubushi-ke") - Ch. 737 : Sphères (玉, "Tama") - Ch. 738 : Empreintes (足跡, "Ashiato") - Ch. 739 : La princesse (姫, "Hime") - Ch. 740 : Les huit vertus (仁義八行, "Jingi Hakkō") |                  |                   |                   |                   |

### Tomes 71 à 80
| no | Japonais          | Japonais          | Français          | Français          |
| no | Date de sortie    | ISBN              | Date de sortie    | ISBN              |
| --- | ----------------- | ----------------- | ----------------- | ----------------- |
| 71 | 18 février 2011   | 978-4-09-122780-5 | 18 janvier 2013   | 978-2-5050-1705-9 |
| Liste des chapitres : - Ch. 741 : Souvenir en VHS (思い出のVHS, "Omoide no Bui Eichi Esu") - Ch. 742 : Un message vieux de 13 ans (13年越しの想い, "Jū-san'nen Goshi no Messēji") - Ch. 743 : Le disciple de Holmes (名探偵の弟子, "Hōmuzu no Deshi") - Ch. 744 : Apocalypse (黙示録, "Mokushiroku") - Ch. 745 : "Love, c'est 0" (ラブは0, "Rabu wa Zero") - Ch. 746 : Demande à Holmes ! (ホームズに聞け, "Hōmuzu ni Kike") - Ch. 747 : Le code de Sherlock Holmes (ホームズの暗号, "Hōmuzu no Angō") - Ch. 748 : L'autre "A" (もう1つのA, "Mō Hitotsu no Ē") - Ch. 749 : Message de la reine (女王からのメッセージ, "Joō kara no Messēji") - Ch. 750 : La vraie cible (真の標的, "Shin no Tāgetto") - Ch. 751 : La reine se rebiffe (女王の真価, "Joō no Shinka") |                   |                   |                   |                   |
| 72 | 17 juin 2011      | 978-4-09-122898-7 | 7 juin 2013       | 978-2-5050-1742-4 |
| Liste des chapitres : - Ch. 752 : Une affaire bien embarrassante (厄介な難事件, "Yakkai na Nanjiken") - Ch. 753 : Un appel au secours (要救助者, "Yōkyūjosha") - Ch. 754 : Un jeu de cache-cache dangereux (危険なかくれんぼ, "Kiken na Kakurenbo") - Ch. 755 : Le code de communication (通話コード, "Fūwa Kōdo") - Ch. 756 : Une mort réaliste (ヤバイ死に様, "Yabai Shi ni Zama") - Ch. 757 : Un cadavre qui bouge (動く死体, "Ugoku Shitai") - Ch. 758 : Jeu de jambes (偽りの足, "Itsuwari no Ashi") - Ch. 759 : Le garçon qui criait au loup (オオカミ少年, "Ōkami Shōnen") - Ch. 760 : Le kegani du lac Suwa (諏訪湖の毛ガニ, "Suwa-ko no Kegani") - Ch. 761 : Le dessous des cartes (カルタの真実, "Karuta no Shinjitsu") - Ch. 762 : Le gardien du temps (時の番人, "Toki no Ban'nin") |                   |                   |                   |                   |
| 73 | 16 septembre 2011 | 978-4-09-123235-9 | 20 septembre 2013 | 978-2-5050-1743-1 |
| Liste des chapitres : - Ch. 763 : Le fantôme du temps (時の亡霊, "Toki no Bōrei") - Ch. 764 : Le maître du temps (の支配者, "Toki no Shihaisha") - Ch. 765 : Des ramen à tomber raide (死ぬほど美味いラーメン, "Shinu Hodo Umai Rāmen") - Ch. 766 : Ramen et poison (ラーメンと毒薬, "Rāmen to Dokuyaku") - Ch. 767 : La vérité à travers les lunettes (眼鏡越しの真実, "Megane Goshi no Shinjitsu") - Ch. 768 : Jeet Kune Do (截拳道, "Jī Kun Dō") - Ch. 769 : Je suis un détective, comme ce garçon ! (ボウヤと同じ探偵, "Bōya to Onaji Tantei") - Ch. 770 : Erreur d'inattention dans le raisonnement de Sera (世良の迂闊な推理, "Sera no Ukatsu na Suiri") - Ch. 771 : Écoutons voir vos brillantes déductions (名推理を聞かせろ!, "Meisuiri o Kikasero!") - Ch. 772 : La règle des surnoms (あだ名の法則, "Adana no Hōsoku") - Ch. 773 : Prêts à tirer ! (狙撃可能!, "Sogeki Kanō!") |                   |                   |                   |                   |
| 74 | 14 décembre 2011  | 978-4-09-123428-5 | 6 décembre 2013   | 978-2-5050-1744-8 |
| Liste des chapitres : - Ch. 774 : Un livre jamais feuilleté (ページをめくれない本, "Pēji o Mekurenai Hon") - Ch. 775 : Une vidéo sur le Net (動画サイト, "Dōga Saito") - Ch. 776 : Le vase et le chat (壺と猫, "Tsubo to Neko") - Ch. 777 : Sur les traces d'Ayumi (歩美の痕跡, "Ayumi no Konseki") - Ch. 778 : Qui est le plus grand détective ? (どっちが名探偵なんだ?, "Dotchi ga Meitantei nanda?") - Ch. 779 : Abe-chan (阿部ちゃん) - Ch. 780 : Une soupe révélatrice (魔法の料理, "Mahō no Ryōri") - Ch. 781 : EYE - Ch. 782 : Baumkuchen (バームクーヘン, "Bāmukūhen") - Ch. 783 : Les losanges fous (菱形と菱形, "Hishigata to Hishigata") - Ch. 784 : Le temps des aveux (誓いの実況見分, "Chikai no Jikkyō Kenbun") |                   |                   |                   |                   |
| 75 | 14 avril 2012     | 978-4-09-159101-2 | 18 avril 2014     | 978-2-5050-1745-5 |
| Liste des chapitres : - Ch. 785 : La lettre d'aveux de Madame Wakamatsu (奥様の告白文, "Oku-sama no Kokuhakubun") - Ch. 786 : Illusion de père en fils (親子の間の錯視, "Oyako no Aida no Sakushi") - Ch. 787 : Kogoro est une personne adorable (小五郎さんはいい人, "Kogorō-san wa Ii Hito") - Ch. 788 : Le vrai Kogoro l'endormi (本物の眠りの小五郎, "Honmono no Nemuri no Kogorō") - Ch. 789 : Les prodigieuses déductions du faux Kogoro (偽小五郎の名推理, "Nise Kogorō no Meisuiri") - Ch. 790 : Le premier amour de l'inspecteur Chiba (千葉刑事の初恋の人, "Chiba Keiji no Hatsukoi no Hito") - Ch. 791 : Vous ne vous en rappelez pas ? (覚えてませんか?, "Oboetemasen ka?") - Ch. 792 : Est-ce que, par hasard, tu ne serais pas... ? (君ってもしかして..., "Kimitte Moshikashite...") - Ch. 793 : Un nouveau privé (プライベート, アイ "Puraibēto Ai") - Ch. 794 : Informations génomiques (遺伝子情報, "Genomu") - Ch. 795 : Retour aux sources, retour de flamme (炎へと回帰する運命, "Honō e to kaiki suru unmei") |                   |                   |                   |                   |
| 76 | 18 juin 2012      | 978-4-09-123738-5 | 4 juillet 2014    | 978-2-5050-1746-2 |
| Liste des chapitres : - Ch. 796 : Rendez-vous au "Colombo" (コロンボでの待ち合わせ, "Koronbo de no machiawase") - Ch. 797 : Un mensonge et une énigme entortillés (縒り合わせられた噓と謎, "Yori awase rareta uso to nazo") - Ch. 798 : Balade nocturne pour les détectives (探偵たちの夜想曲（ノクターン）, "Tantei-tachi no yasōkyoku (nokutān)") - Ch. 799 : La curiosité des enfants et l'esprit de déduction des détectives (子供の好奇心と探偵の探究心, "Kodomo no kōkishin to tantei no tankyū kokoro") - Ch. 800 : Une pensée qui joue à saute-mouton (立体交差の思惑, "Rittai kōsa no omowaku") - Ch. 801 : L'homme qui ne rit jamais (全然笑わない人, "Zenzen warawanai hito") - Ch. 802 : Ne fais pas cette tête (そんな顔をするな..., "Sonna kao o suru na...") - Ch. 803 : Une conclusion mal interprétée (曲解の結末, "Kyokkai no ketsumatsu") - Ch. 804 : Le cadeau de l'inspecteur Takagi (高木刑事からの贈り物, "Takagi keiji kara no okurimono") - Ch. 805 : Les "Wataru Brothers" (ワタル・ブラザーズ, "Wataru Burazaazu") - Ch. 806 : Les lumières du jour se suivent et se ressemblent (継承された旭影, "Keishōsareta kyokuei") |                   |                   |                   |                   |
| 77 | 18 septembre 2012 | 978-4-09-123806-1 | 24 octobre 2014   | 978-2-5050-1747-9 |
| Liste des chapitres : - Ch. 807 : Le plus fort des ainés (最強の先輩, "Saikyō no senpai") - Ch. 808 : Une visite tardive au cimetière (遅くなった墓参り, "Osoku natta hakamairi") - Ch. 809 : Indices en la demeure (部屋にいた痕跡, "Heya ni ita konseki") - Ch. 810 : De la mousse, un café fumant et de la fumée de cigarette (泡、蒸気と煙, "Awa, jōki to kemuri") - Ch. 811 : L'outil de travail (商売道具, "Shōbai dōgu") - Ch. 812 : L'affaire non résolue de Yûsaku Kudô (工藤優作の未解決事件, "Kudō Yūsaku no Mikaiketsu Jiken") - Ch. 813 : Kinichi (金一君, "Kin'ichi-kun") - Ch. 814 : C'est bien toi, Conan ? (コナン君だよね？, "Konan-kun dayo ne?") - Ch. 815 : Chacun son territoire (自分の領分, "Jibun no Ryōbun") - Ch. 816 : Pris au piège dans l'incendie (窮地の烽煙, "Kyūchi no Hōen") - Ch. 817 : Une forme solitaire dans la lumière (灯下の孤影, "Tōka no Koei") |                   |                   |                   |                   |
| 78 | 18 décembre 2012  | 978-4-09-124031-6 | 13 février 2015   | 978-2-5050-6241-7 |
| Liste des chapitres : - Ch. 818 : Le Train du Mystère - [En voiture] (ミステリートレイン（発車）, "Misuterii Torein (Hassha)") - Ch. 819 : Le Train du Mystère - [Dans le tunnel] (ステリートレイン（隧道）, "Misuterii Torein (Zuidō)") - Ch. 820 : Le Train du Mystère - [En première classe] (ミステリートレイン（一等）, "Misuterii Torein (Ittō)") - Ch. 821 : Le Train du Mystère - [Croisement] (ミステリートレイン（交差）, "Misuterii Torein (Kōsa)") - Ch. 822 : Le Train du Mystère - [Interruption] (ミステリートレイン（遮断）, "Misuterii Torein (Shadan)") - Ch. 823 : Le Train du Mystère - [Fumée] (ミステリートレイン（排煙）, "Misuterii Torein (Haien)") - Ch. 824 : Le Train du Mystère - [Terminus] (ミステリートレイン（終点）, "Misuterii Torein (Shūten)") - Ch. 825 : Un entraîneur pas comme les autres (スペシャルコーチ, "Supesharu Kochi") - Ch. 826 : La clé de la chambre a disparu (消えた密室の鍵, "Kieta Misshitsu no Kagi") - Ch. 827 : La clé de l'énigme (謎解きの鍵, "Nazotoki no Kagi") - Ch. 828 : L'écume à la surface de l'eau (泡沫, "Houmatsu")                                                         |                   |                   |                   |                   |
| 79 | 18 avril 2013     | 978-4-09-124291-4 | 7 mai 2015        | 978-2-5050-6327-8 |
| Liste des chapitres : - Ch. 829 : Mimétisme (擬態, "Gitai") - Ch. 830 : La mue (脱皮, "Dappi") - Ch. 831 : Une allégorie de meurtre en chambre close (情況的密室殺人, "Jōkyōteki Misshitsu Satsujin") - Ch. 832 : Deux en un (二人で一人前, "Futari de Ichininmae") - Ch. 833 : Le message du professeur (先生のトリック, "Sensei no Torikku") - Ch. 834 : Le manoir du vampire (吸血鬼の館, "Kyūketsuki no Yakata") - Ch. 835 : Le compte Dracula (ドラキュラ伯爵, "Dorakyura Hakushaku") - Ch. 836 : Une photo paranormale (心霊写真, "Shinrei Shashin") - Ch. 837 : La salle des tortures (南蛮部屋, "Nanban Beya") - Ch. 838 : La moitié des phénomènes surnaturels (怪奇現象の半分, "Kaiki Genshō no Hanbun") - Ch. 839 : Chacun ses griefs (それぞれの動機, "Sorezore no Dōki") |                   |                   |                   |                   |
| 80 | 18 juillet 2013   | 978-4-09-124324-9 | 21 août 2015      | 978-2-5050-6222-6 |
| Liste des chapitres : - Ch. 840 : Le plan du tueur (殺人鬼の計画, "Satsujinki no Keikaku") - Ch. 841 : Un délai de livraison compromis (未配達の荷物, "Mi Haitatsu no Nimotsu") - Ch. 842 : Livraison "en catimini" (猫の宅配便, "Neko no Takuhaibin") - Ch. 843 : Un colis pour M. Kudô (工藤様方宅配物, "Kudō-samakata Takuhai-mono") - Ch. 844 : Le fruit de la semaine (本日のフルーツ, "Honjitsu no Furūtsu") - Ch. 845 : Notre territoire (ボクらの領域, "Bokura no Ryōiki") - Ch. 846 : La clé magique (魔法の鍵, "Mahō no Kagi") - Ch. 847 : Tant que je n'ai pas réuni les sept (7つ揃うまで, "Nanatsu Sorou Made") - Ch. 848 : La mise en réserve (用意した一着, "Yōi shita Icchaku") - Ch. 849 : La tactique du Grand Régent (太閤の手筋, "Taikō no Tesuji") - Ch. 850 : La mission de Bourbon (バーボンの目的, "Bābon no Mokuteki") |                   |                   |                   |                   |

### Édition japonaise
1. 1 2  Tome 41
2. 1 2  Tome 42
3. 1 2  Tome 43
4. 1 2  Tome 44
5. 1 2  Tome 45
6. 1 2  Tome 46
7. 1 2  Tome 47
8. 1 2  Tome 48
9. 1 2  Tome 49
10. 1 2  Tome 50
11. 1 2  Tome 51
12. 1 2  Tome 52
13. 1 2  Tome 53
14. 1 2  Tome 54
15. 1 2  Tome 55
16. 1 2  Tome 56
17. 1 2  Tome 57
18. 1 2  Tome 58
19. 1 2  Tome 59
20. 1 2  Tome 60
21. 1 2  Tome 61
22. 1 2  Tome 62
23. 1 2  Tome 63
24. 1 2  Tome 64
25. 1 2  Tome 65
26. 1 2  Tome 66
27. 1 2  Tome 67
28. 1 2  Tome 68
29. 1 2  Tome 69
30. 1 2  Tome 70
31. 1 2  Tome 71
32. 1 2  Tome 72
33. 1 2  Tome 73
34. 1 2  Tome 74
35. 1 2  Tome 75
36. 1 2  Tome 76
37. 1 2  Tome 77
38. 1 2  Tome 78
39. 1 2  Tome 79
40. 1 2  Tome 80

### Édition française
1. 1 2  Tome 41
2. 1 2  Tome 42
3. 1 2  Tome 43
4. 1 2  Tome 44
5. 1 2  Tome 45
6. 1 2  Tome 46
7. 1 2  Tome 47
8. 1 2  Tome 48
9. 1 2  Tome 49
10. 1 2  Tome 50
11. 1 2  Tome 51
12. 1 2  Tome 52
13. 1 2  Tome 53
14. 1 2  Tome 54
15. 1 2  Tome 55
16. 1 2  Tome 56
17. 1 2  Tome 57
18. 1 2  Tome 58
19. 1 2  Tome 59
20. 1 2  Tome 60
21. 1 2  Tome 61
22. 1 2  Tome 62
23. 1 2  Tome 63
24. 1 2  Tome 64
25. 1 2  Tome 65
26. 1 2  Tome 66
27. 1 2  Tome 67
28. 1 2  Tome 68
29. 1 2  Tome 69
30. 1 2  Tome 70
31. 1 2  Tome 71
32. 1 2  Tome 72
33. 1 2  Tome 73
34. 1 2  Tome 74
35. 1 2  Tome 75
36. 1 2  Tome 76
37. 1 2  Tome 77
38. 1 2  Tome 78
39. 1 2  Tome 79
40. 1 2  Tome 80